# Liste der Naturdenkmale in Homberg (Efze)
Die Liste der Naturdenkmale in Homberg (Efze) nennt die im Gebiet der Stadt Homberg im Schwalm-Eder-Kreis in Hessen gelegenen Naturdenkmale.
| Bild                          | Bezeichnung                       | Ortsteil, Lage                                 | Beschreibung                                                          | Art            | Nr.     |
| ----------------------------- | --------------------------------- | ---------------------------------------------- | --------------------------------------------------------------------- | -------------- | ------- |
| Fotos hochladen               | 1 Pyramideneiche                  | Homberg 51° 1′ 48,7″ N, 9° 23′ 58,7″ O         | Ziegenhainer Straße                                                   | Pyramideneiche | 634.201 |
| mehr Fotos \| Fotos hochladen | 1 Linde                           | Homberg 51° 2′ 1,6″ N, 9° 24′ 19,3″ O          | auf dem Kirchplatz der Marienkirche                                   | Linde          | 634.202 |
| mehr Fotos \| Fotos hochladen | 1 Zwillingsbuche                  | Allmuthshausen 50° 58′ 45,6″ N, 9° 24′ 57,8″ O |                                                                       | Buche          | 634.204 |
| mehr Fotos \| Fotos hochladen | Säulenbasaltklippen „Wichtelrain“ | Allmuthshausen 50° 57′ 30,5″ N, 9° 26′ 32,2″ O | Flächenhaftes ND                                                      | Buche          | 634.206 |
| Fotos hochladen               | 1 Linde                           | Caßdorf 51° 1′ 14,8″ N, 9° 22′ 8,1″ O          | Kastanienweg                                                          | Linde          | 634.207 |
| Fotos hochladen               | 1 Eiche                           | Caßdorf 51° 1′ 18,5″ N, 9° 21′ 24″ O           | 60 m nordöstlich des Wasserbehälters                                  | Eiche          | 634.209 |
| Fotos hochladen               | 1 Linde                           | Caßdorf 51° 1′ 24,8″ N, 9° 21′ 53,3″ O         | im Pfarrgarten                                                        | Linde          | 634.210 |
| Fotos hochladen               | 1 Linde                           | Caßdorf 51° 1′ 45,2″ N, 9° 21′ 50,3″ O         | nordöstlich der Ortslage                                              | Linde          | 634.211 |
| mehr Fotos \| Fotos hochladen | 1 Linde                           | Mühlhausen 51° 2′ 45,1″ N, 9° 21′ 39″ O        | auf der Lembacher Höhe zwischen Mühlhausen und Lembach                | Linde          | 634.212 |
| Fotos hochladen               | 1 Linde                           | Dickershausen 51° 3′ 35″ N, 9° 27′ 29,1″ O     | 500 m nordwestlich vom Ortsausgang                                    | Linde          | 634.213 |
| Fotos hochladen               | 1 Linde                           | Welferode 51° 1′ 48″ N, 9° 27′ 8″ O            | Steigerköpfchen                                                       | Linde          | 634.224 |
| mehr Fotos \| Fotos hochladen | 1 Pyramideneiche                  | Wernswig 50° 59′ 38,4″ N, 9° 21′ 43,7″ O       | auf dem Friedhof                                                      | Pyramideneiche | 634.225 |
| Fotos hochladen               | 1 Eiche                           | Rodemann 50° 59′ 11,4″ N, 9° 25′ 27,6″ O       |                                                                       | Eiche          | 634.226 |
| Fotos hochladen               | 2 Linden                          | Homberg 51° 2′ 12,9″ N, 9° 24′ 23,5″ O         | innerhalb der historischen Burganlage, Schlossberg Homberg            | Linde          | 634.227 |
| Fotos hochladen               | 2 Linden                          | Homberg 51° 2′ 12,8″ N, 9° 24′ 24,1″ O         | innerhalb der historischen Burganlage, Schlossberg Homberg            | Linde          | 634.227 |
| Fotos hochladen               | 1 Linde                           | Mörshausen 51° 2′ 47,6″ N, 9° 26′ 38,7″ O      | nördlich der Ortslage                                                 | Linde          | 634.228 |
| Fotos hochladen               | 1 Eiche                           | Holzhausen 51° 2′ 2,9″ N, 9° 27′ 0,5″ O        | Rabenäcker, nördlich des Steiger in der Feldflur, westlich der L 3254 | Eiche          | 634.229 |

## Belege
1. ↑  Anlage: Tabelle 3 - Naturdenkmale im Schwalm-Eder-Kreis. (PDF; 7,45 MB) der 2. Verordnung zur Änderung der Verordnung zum Schutze der Naturdenkmale im Schwalm-Eder-Kreis vom 28. 04. 1986, zuletzt geändert durch Verordnung vom 8. Mai 2007. Der Kreisausschuss des Schwalm-Eder-Kreises, 17. Dezember 2008, S. 30, abgerufen am 7. Februar 2017.

- Karte mit allen Koordinaten:
- OSM |
- WikiMap